# دوري الدرجة الثانية السعودي 2023–24
دوري الدرجة الثانية السعودي 2023–24 هو الموسم الثامن والعشرون من دوري الدرجة الثانية السعودي منذ إطلاقه في عام 1996، تبدأ الجولة الافتتاحية للمباريات في 15 سبتمبر 2023.

## تغييرات الفرق
يتنافس 32 فريق في الدوري، منها 23 فريقاً من دوري الدرجة الثانية السعودي 2022–23، وثلاثة فرق هبطت من دوري يلو 2022–23 وست فرق أخرى ترقت من دوري الدرجة الثالثة.

### إلى دوري الدرجة الثانية
| فرق ترقت من دوري الدرجة الثالثة - نادي الجبيل - نادي النور - نادي النجوم - نادي مضر - نادي الحوراء - نادي عفيف | فرق هبطت من دوري الدرجة الأولى - نادي نجران - نادي الساحل - نادي الشعلة |

### من دوري الدرجة الثانية
| فرق ترقت إلى دوري الدرجة الأولى - نادي الجندل - نادي الترجي - نادي البكيرية - نادي النجمة - نادي الصفا | فرق هبطت إلى دوري الدرجة الثالثة - نادي النهضة - نادي قلوة - نادي الشرق - نادي ساجر |

## الفرق
؛المجموعة أ
```

```

| النادي      | الموقع           | الملعب                                      |
| ----------- | ---------------- | ------------------------------------------- |
| الصقور      | تبوك             | مدينة الملك خالد الرياضية                   |
| اللواء      | بقعاء            | ملعب نادي الجبلين (حائل)                    |
| نادي عفيف   | عفيف             | ملعب نادي الدرع                             |
| نادي النجوم | المبرز(الشقيق)   | الملعب الرديف بملعب الأمير عبد الله بن جلوي |
| نادي مضر    | القطيف           | استاد الأمير نايف بن عبد العزيز             |
| التقدم      | المذنب           | ملعب نادي النجمة (عنيزة)                    |
| الريان      | حائل             | ملعب نادي الجبلين                           |
| الروضة      | الأحساء (الجشة)  | ملعب الأمير عبد الله بن جلوي                |
| الوشم       | شقراء            | ملعب نادي الوشم                             |
| الانتصار    | رابغ             | ملعب نادي الانتصار                          |
| الجيل       | الأحساء (الهفوف) | ملعب الأمير عبد الله بن جلوي                |
| الزلفي      | الزلفي           | ملعب نادي الزلفي                            |
| النعيرية    | النعيرية         | ملعب نادي الاتفاق                           |
| الشعلة      | الخرج            | ملعب نادي الشعلة                            |
| الكوكب      | الخرج            | ملعب نادي الشعلة                            |
| نجران       | نجران            | مدينة هذلول بن عبدالعزيز الرياضية           |

المجموعة ب
| النادي       | الموقع          | الملعب                                      |
| ------------ | --------------- | ------------------------------------------- |
| الدرعية      | الدرعية         | استاد الأمير تركي بن عبد العزيز (الرياض)    |
| الساحل       | عنك             | مدينة الأمير سعود بن جلوي الرياضية (الخبر)  |
| القوس        | الخرمة          | ملعب نادي القوس                             |
| السد         | الدلم           | ملعب نادي الشعلة (الخرج)                    |
| الصقر        | بريدة           | ملعب نادي التعاون                           |
| عرعر         | عرعر            | ملعب الأمير عبد الله بن عبد العزيز بن مساعد |
| حطين         | صامطة           | مدينة الملك فيصل الرياضية (جازان)           |
| جرش          | أحد رفيدة       | مدينة الأمير سلطان الرياضية (أبها)          |
| طويق         | الزلفي          | ملعب نادي الزلفي                            |
| الأنصار      | المدينة المنورة | ملعب نادي الأنصار                           |
| الشعيب       | حريملاء         | ملعب عرقه الرياضي (الرياض)                  |
| بيشة         | بيشة            | ملعب جامعة بيشة                             |
| وج           | الطائف          | ملعب الملك فهد                              |
| نادي الجبيل  | محافظة الجبيل   | ملعب نادي الجبيل                            |
| نادي النور   | القطيف          | استاد الأمير نايف بن عبد العزيز             |
| نادي الحوراء | أملج            | ملعب نادي الحوراء                           |